# Słoiki
Słoiki – pogardliwe, lekceważące, nacechowane dezaprobatą określenie młodych ludzi, którzy przeprowadzili się do Warszawy lub innych wielkich miast w celu studiowania lub pracowania. 
Nazwa ta wywodzi się ze zwyczajów studenckich. Samo pojęcie istniało już w roku 2004; w 2011 powstała na Facebooku strona „Warszawskie słoiki”, żartująca sobie z zachowania przyjezdnych. Na stronie internauci zamieszczali zdjęcia przywiezionych do miasta posiłków.
Określenie to jest różnie traktowane. Studenci określani jako „słoiki” zazwyczaj uważają przydomek za żartobliwy, zaś wśród wieloletnich mieszkańców Warszawy nazwa ta jest obraźliwa. Niekiedy młodzi ludzie określani „słoikami” nie krytykują samej nazwy, tylko sposoby jej użycia. Zdarza się, że rodowici mieszkańcy kpią sobie z przyjezdnych i obwiniają ich za problemy występujące w mieście (np. zakorkowanie Warszawy). W internecie można spotkać opinie, według których wsie i małe miasteczka pozbywają się najmniej obytych i niekulturalnych ludzi, zachęcając ich do wyjazdu do stolicy. Krytykowany był także udział „słoików” w referendum w sprawie odwołania prezydenta Warszawy Hanny Gronkiewicz-Waltz.
W okresie międzywojennym przyjezdnych nazywano w Warszawie „hunami”, a w latach 70. „chamami” (z kolei osiedla, w których się skupiali, „Chamowami").

## „Słoiki” w kulturze
- W maju 2013 zespół muzyczny Big Cyc nagrał piosenkę Słoiki, opowiadającą o tej grupie społecznej, która potem została wykorzystana jako muzyka przewodnia serialu paradokumentalnego Słoiki emitowanego na antenie telewizji Polsat w 2015 roku.
- W 2014 roku ukazała się książka Magdaleny Żelazowskiej Zachłanni, w której główni bohaterowie są „słoikami”[9].